# Kabinett Vajpayee II

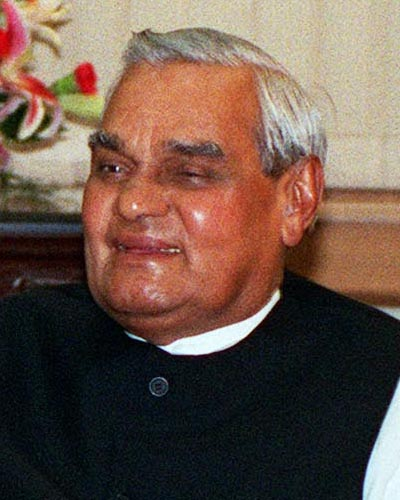
Premierminister Atal Bihari Vajpayee

Das Kabinett Vajpayee II wurde in Indien am 19. März 1998 durch Premierminister Atal Bihari Vajpayee von der Bharatiya Janata Party (BJP) gebildet. Es löste das Kabinett Gujral ab und blieb bis zum 13. Oktober 1999 im Amt, woraufhin es durch das Kabinett Vajpayee III abgelöst wurde.
Aus der Parlamentswahl am 16., 22., 23. und 28. Februar, sowie am 7. März 1998 ging ein Kopf-an-Kopf-Rennen zwischen dem Indischen Nationalkongress (INC), der 25,82 Prozent erhielt, und der Bharatiya Janata Party (BJP) hervor, die auf 25,59 Prozent kam. Aufgrund des Wahlrechts wurde die BJP allerdings stärkste Kraft und bekam 182 der 543 Sitze in der Lok Sabha, während der INC auf 141 Mandate kam. Hauptverlierer der Wahl war die Janata Dal (JD) des bisherigen Premierministers Gujral, die 40 Mandate verlor und nur noch sechs Abgeordnete stellte. Nach der Wahl bildete Atal Bihar Vajpayee von der BJP sein zweites Kabinett, das aus Minister aus BJP, All India Anna Dravida Munnetra Kazhagam (AIADMK), Samata Party (SAP), Shiromani Akali Dali (SAD), Lok Shakti (LS), der Shiv Sena (SHS) und Tamizhaga Rajiv Congress (TRC) bestand.
Bei der darauf folgenden Parlamentswahl zwischen dem 5. September und 4. Oktober 1999 erhielt der INC zwar rund 16 Millionen Stimmen mehr als die BJP, verlor aber wegen des Wahlrechts 27 Mandate und stellte nur 114 von 543 Mitgliedern der Lok Sabha. Auf die BJP entfielen trotz leichter Verluste weiterhin 182 Abgeordnete. Drittstärkste Kraft wurde die Communist Party of India (Marxist) (CPI (M)), die 33 Parlamentarier stellte. Darauf bildete Vajpayee eine erneute Koalitionsregierung.

## Minister
Dem Kabinett gehörten folgende Minister an:
| Amt                                                        | Name                                                        | Partei          | Beginn der Amtszeit                                    | Ende der Amtszeit                                         |
| ---------------------------------------------------------- | ----------------------------------------------------------- | --------------- | ------------------------------------------------------ | --------------------------------------------------------- |
| Premierminister                                            | Atal Behari Vajpayee                                        | BJP             | 19. März 1998                                          | 13. Oktober 1999                                          |
| Landwirtschaftsminister                                    | Atal Behari Vajpayee                                        | BJP             | 19. März 1998                                          | 13. Oktober 1999                                          |
| Außenminister                                              | Atal Behari Vajpayee Jaswant Singh                          | BJP             | 19. März 1998 5. Dezember 1998                         | 5. Dezember 1998 13. Oktober 1999                         |
| Innenminister                                              | Lal Krishna Advani                                          | BJP             | 19. März 1998                                          | 13. Oktober 1999                                          |
| Industrieminister                                          | Sikander Bakht                                              | BJP             | 19. März 1998                                          | 13. Oktober 1999                                          |
| Minister für Chemikalien und Düngemittel                   | Surjit Singh Barnala                                        | SAD             | 19. März 1998                                          | 13. Oktober 1999                                          |
| Minister für Recht, Justiz und Unternehmensangelegenheiten | M. Thambidurai Rangarajan Kumaramangalam Ram Jethmalani     | AIADMK BJP      | 19. März 1998 5. April 1999 8. Juni 1999               | 5. April 1999 8. Juni 1999 13. Oktober 1999               |
| Verteidigungsminister                                      | George Fernandes                                            | SAP             | 19. März 1998                                          | 13. Oktober 1999                                          |
| Handelsminister                                            | Ramakrishna Hegde                                           | LS              | 19. März 1998                                          | 13. Oktober 1999                                          |
| Arbeitsminister                                            | Satyanarayan JatiyaBakht                                    | BJP             | 19. März 1998                                          | 13. Oktober 1999                                          |
| Minister für Stadtentwicklung                              | Ram Jethmalani Jagmohan                                     | Parteiloser BJP | 19. März 1998 8. Juni 1999                             | 8. Juni 1999 13. Oktober 1999                             |
| Minister für die Entwicklung menschlicher Ressourcen       | Murli Manohar Joshi                                         | BJP             | 19. März 1998                                          | 13. Oktober 1999                                          |
| Minister für parlamentarische Angelegenheiten              | Madan Lal Khurana                                           | BJP             | 19. März 1998                                          | 31. Januar 1999                                           |
| Energieminister                                            | Rangarajan Kumaramangalam                                   | BJP             | 19. März 1998                                          | 13. Oktober 1999                                          |
| Eisenbahnminister                                          | Nitish Kumar                                                | SAP             | 19. März 1998                                          | 3. August 1999                                            |
| Minister für Zivilluftfahrt                                | Ananth Kumar                                                | BJP             | 19. März 1998                                          | 13. Oktober 1999                                          |
| Minister für Stahl und Bergbau                             | Naveen Patnaik                                              | BJP             | 19. März 1998                                          | 13. Oktober 1999                                          |
| Minister für Umwelt und Forsten                            | Suresh Prabhu                                               | SHS             | 19. März 1998                                          | 13. Oktober 1999                                          |
| Minister für Erdöl und Naturgas                            | Vazhappady K. Ramamurthy                                    | TRC             | 19. März 1998                                          | 13. Oktober 1999                                          |
| Minister für Textilien                                     | Kashiram Rana                                               | BJP             | 19. März 1998                                          | 13. Oktober 1999                                          |
| Kommunikationsminister                                     | Buta Singh Jagmohan Atal Bihari Vajpayee                    | Parteiloser BJP | 19. März 1998 5. Dezember 1998 8. Juni 1999            | 20. April 1998 8. Juni 1999 13. Oktober 1999              |
| Finanzminister                                             | Yashwant Sinha                                              | BJP             | 19. März 1998                                          | 13. Oktober 1999                                          |
| Minister für Information und Rundfunk                      | Sushma Swaraj Pramod Mahajan                                | BJP             | 19. März 1998 5. Dezember 1998                         | 5. Dezember 1998 13. Oktober 1999                         |
| Transportminister                                          | Sedapatti Muthiah M. Thambidurai Nitish Kumar Jaswant Singh | AIADMK SAP BJP  | 19. März 1998 8. April 1998 5. April 1999 8. Juni 1999 | 8. April 1998 5. April 1999 8. Juni 1999 13. Oktober 1999 |